# 古建筑保护协会
古建筑保护协会（Society for the Protection of Ancient Buildings）由威廉·莫里斯和菲利普·韦布等人于1877年创立，以对抗当时的维多利亚建筑师破坏性地维修中世纪建筑。